# 1625 w polityce

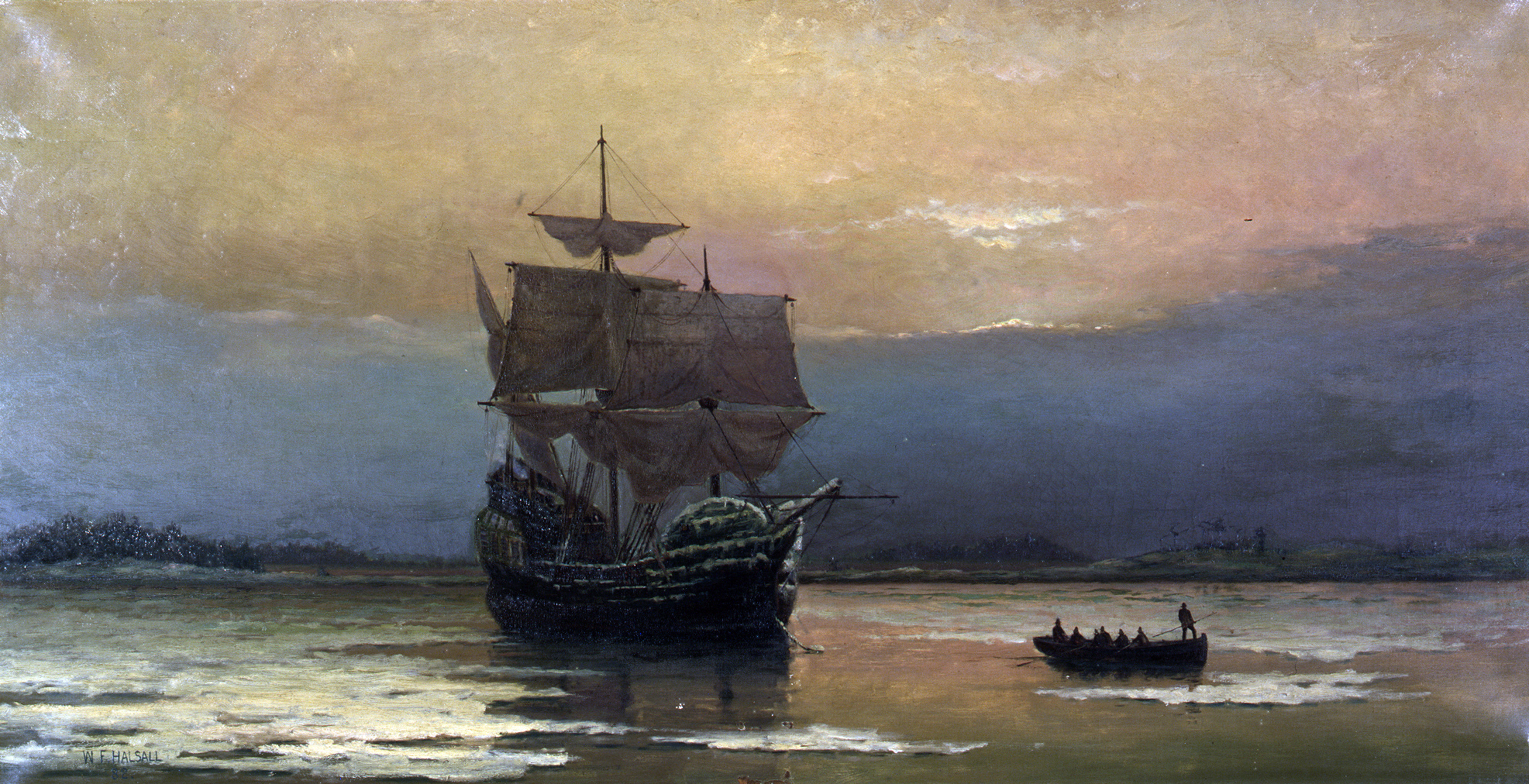
William Halsall, "mayflower" w porcie Plymouth

Wydarzenia polityczne w 1625 roku.

## Zmarli
- 1 marca John Robinson, pastor, organizator rejsu statku "Mayflower" do Ameryki[1].